# Phare d'Hyskeir
Le phare d'Hyskeir (en gaélique écossais : Òigh Sgeir) est un phare qui se situe sur l'îlot rocheux d'Hyskeir à environ 8 km au sud-ouest de l'île de Canna dans le comté de Highland à l'ouest de l'Écosse.Ce phare isolé marque les dangers importants en Mer des Hébrides, entre les Hébrides intérieures et Hébrides extérieures.
Ce phare est géré par le Northern Lighthouse Board (NLB) à Édimbourg,l'organisation de l'aide maritime des côtes de l'Écosse.

## Histoire
Le phare a été conçu par les ingénieurs civils écossais David Alan Stevenson et Charles Alexander Stevenson et construit par l'entrepreneur Oban MM D & J MacDougall. Le phare d'Hyskeir a été établi en 1904. C'est une tour cylindrique de 39 m de hauteur, avec galerie et lanterne, attenante à une maison de gardien d'un étage. La station est blanche et la lanterne est noire.
Le feu qui émet, à 41 m au-dessus du niveau de la mer, trois flashs blancs toutes les trente seconde, marque l'extrémité méridionale du bras de mer The Minch, avertissant de la présence des rochers de Mills Rocks, de l'île de Canna et Hyskeir. Le phare a été gardienné jusqu'en mars 1997, devenant l'un des derniers phares d'Écosse à être automatisé.
Le site n'est accessible que seulement en bateau, ou en hélicoptère quand la navigation est dangereuse.
Hyskeir et son phare font partie intégrante du livre de Peter Hill, Memoirs of a Young Lighthouse Keeper, avec ceux de Pladda et d'Ailsa Craig.

### Lien connexe
- Liste des phares en Écosse